# Holmby
Holmby är en småort i Eslövs kommun i Skåne län.
Holmby är kyrkby i Holmby socken. Holmby kyrka från 1100-talet ligger här.